# 伯頓鎮區 (密蘇里州霍華德縣)
伯頓鎮區（英語：Burton Township）是位於美國密蘇里州霍華德縣的一個行政鎮區。

## 地方資料
伯頓鎮區的面積為78.51平方千米，當中陸地面積為78.23平方千米，而水域面積為0.28平方千米。根據2020年美國人口普查的數據，當地共有人口71人，而人口密度為每平方千米0.9人。